# Argistes seriatus
Espèce
Synonymes
- Leptodrassus seriatus Karsch, 1892

Argistes seriatus est une espèce d'araignées aranéomorphes de la famille des Liocranidae.

## Distribution
Cette espèce est endémique du Sri Lanka.

## Description
La femelle holotype mesure 4,7 mm.

## Publication originale
- Karsch, 1892 : Arachniden von Ceylon und von Minikoy gesammelt von den Herren Doctoren P. und F. Sarasin. Berliner Entomologische Zeitschrift, vol. 36, p. 267-310 (texte intégral).